# Roland Roberts (tennis)
Roland Roberts, né le 22 octobre 1897 à San Francisco et mort le 31 mars 1965 dans cette même ville, est un joueur de tennis américain.

## Biographie
En 1915, alors âgé de 18 ans, il arrive en quart de finale du Tournoi de Cincinnati
En 1920, Roberts atteint la finale de l’US Open en double mais échoue face à la paire Griffin/Johnston en 3 sets. La même année, il remporte le Tournoi US Clay Court après avoir battu Vincent Richards en 3 sets.

## Palmarès en Grand Chelem

### Finale en Double
| Année | Nom et lieu du tournoi | Surface      | Partenaire   | Adversaires                    | Score         |
| ----- | ---------------------- | ------------ | ------------ | ------------------------------ | ------------- |
| 1920  | US Open, New York      | Gazon (ext.) | Willis Davis | Clarence Griffin Bill Johnston | 2-6, 2-6, 3-6 |